# Pinizelić
Pinizelić je nenaseljeni otočić u nenaseljeni otočić u Kornatskom otočju. Nalazi se u uvali Bizikovica (na zapadnoj obali Žuta), a od Žuta je udaljen oko 100 metara.
Površina iznosi 0,052 km². Dužina obalne crte iznosi 1,04 km.

## Vanjske poveznice
|  | Zajednički poslužitelj ima još gradiva o temi Pinizelić |